# Boukéo-Birifor
Ne doit pas être confondu avec Boukéo-Lobi.
Pour les articles homonymes, voir Birifor.
Boukéo-Birifor est une localité située dans le département de Gaoua de la province du Poni dans la région Sud-Ouest au Burkina Faso.

## Géographie
Le nom du village fait référence au peuple Birifor.

## Santé et éducation
Le centre de soins le plus proche de Boukéo-Birifor est le centre hospitalier régional (CHR) provincial à Gaoua.